# Žarana Papić
Žarana Papić (Sarajevo, 4. jul 1949 — Beograd, 10. septembar 2002) bila je jugoslovenska sociološkinja i antropološkinja, profesorka fakulteta, jedna od osnivačica feminističkog pokreta u Jugoslaviji i suosnivačica (1992) beogradskog Centra za ženske studije. Tokom 90ih aktivna je u antiratnom i antifašističkom pokretu. 

## Biografija
Njena majka Milena, rođena Šotrić (1921-2002) i otac Radovan Papić (1910-1983) su aktivno učestvovali u antifašističkoj borbi, suprotstavljali se nacionalizmu i borili se za socijalnu pravdu. Posle rata, Žaranin otac je bio visoki funkcioner Komunističke partije i 1955. su se iz Sarajeva preselili u Beograd.
Godine 1968. Žarana Papić  je maturirala kao đak generacije u Petoj beogradskoj gimnaziji. Diplomirala je 1974. na katedri za Sociologiju Filozofskog fakulteta u Beogradu. Vreme njenih studija se poklapa sa velikim studentskim demonstracijama 1968. godine, i raznim levičarskim aktivnostima nakon toga. Žarana Papić je pripadala krugu mladih ljudi koji su aktivno učestvovali u mnogim događanjima u Studentskom kulturnom centru u Beogradu, tada najznačajnijom institucijom alternativne kulture.
Umrla je iznenada, 10. septembra 2002, u svom stanu. Danas, u Sarajevu postoje Ženske studije ˝Žarana Papić˝ i od 2015 se nazivaju 'Feministička škola Žarana Papić'. U Beogradu je u okviru feminističke organizcaije Rekonstrukcija ženski fond osnovana 'Stipendija Žarana Papić'. 'Legat Žarane Papić', koji sadrži preko 2000 naslova kao i materijal i dokumentaciju od neprocenjive vrednosti za istoriju ženskog i feminističkog pokreta u Srbiji i bivšoj Jugoslaviji, nalazi se u Centru za Ženske studije u Beogradu, Iza Žarane Papić je ostalo dragoceno delo i princip koji svaka feministkinja s prostora Jugoslavije čuva kao Žaraninu baštinu: 'Princip je da se stalno prekoračuju granice'.

## Naučni rad
Žarana Papić je diplomirala 1974. godine na Katedri za sociologiju Filozofskog fakulteta u Beogradu.  Sa savremenom feminističkom teorijom upoznala se dve godine kasnije, na Konferenciji hrvatskog sociološkog društva održanoj u Portorožu, kao i na prvom kursu Ženskih studija organizovanim u Inter-Univerzitetskom Centru u Dubrovniku, takođe 1976. godine.
Magistraski rad pod naslovom Feministička kritika sociologije, odbranila je1986. godine na Odeljenju za antropologiju Filozofskog fakulteta u Beogradu, koji je 1989. godine  objavljen pod nazivom Sociologija i feminizam. Iste 1989. godine izabrana je za asistentkinju na predmetu socijalna antropologija, na Odeljenju za sociologiju.
Doktorsku tezu, pod naslovom Dijalektika pola i roda - priroda i kultura u savremenoj socijalnoj antropologiji, odbranila je polovinom devedesetih godina XX veka, nakon toga postaje docentkinja na katedri za sociologiju. Doktorat je objavljen 1997. godine, pod nazivom Polnost i kultura: telo i znanje u savremenoj antropologiji.
Takođe, Žarana Papić je jedna od prve tri naučnice (skupa sa Anđelkom Milić i Marinom Blagojević), koje su predavale Studije roda kao izborni predmet na Filozofskom fakultetu u Beogradu.
Akademski rad Žarane Papić je bio obeležen njenim feminističkim stavovima, te je što sama, ali i skupa sa Lidijom Sklevicky objavljivala radove u vezi sa ženskim pitanjem. Zajedno sa Lydijom Sklevicky priredila je knjigu Antropologija žene, prvu knjigu te vrste u Socijalističkoj federativnoj republici Jugoslaviji, čiji je značaj u tome što je u antropologiju i etnologiju uvela temu o istoriji i strukturi potlačenosti žena.

## Aktivistički angažman
Naučni i aktivistički angažman Žarane Papić je bio isprepleten, te svega dve godine nakon diplomiranja, i iste godine kada se upoznaje sa savremenim feminističkim teorijama, Žarana Papić učestvuje  u organizovanju prve međunarodne, feminističke konferencije u Istočnoj Evropi.
Zajedno sa Dunjom Blažević, koja je tada bila direktorka Studentskog kulturnog centra (SKC) u Beogradu, kao i sa još koleginica i kolega, ova konferencija je organizovana u maju 1978. godine u SKC pod nazivom: Drug/ca žena: žensko pitanje, novi pristup.
Učesnice u česnici ove konferencije su bile: Helen Cixous, Hatz Garcia i Nil Yalter iz Francuske, Jill Lewis, Helen Roberts and Parveen Adams iz Ujedinjenog Kraljevstva, Dacia Maraini, Carla Ravaioli i Chiara Saraceno iz Italije, Ewa Morawska iz Poljske, Judith Kele iz Mađarske, Alice Schwarzer iz Nemačke, Nadežda Čačinović-Puhovski, Slavenka Drakulić-Ilić, Đurđa Milanović i Vesna Pušić iz Zagreba, Nada Ler-Sofronić iz Sarajeva; Silvija Mežnarić iz Ljubljane, i Rada Iveković, Borka Pavićević, Anđelka Milić, Jasmina Tešanović i Sonja Drljević iz Beograda.
Ubrzo nakon toga, Žarana Papić tokom osmadesetih godina XX veka učestvuje i u radu Odbora za odbranu slobode misli i izražavanja koji pokreće inicijative protiv verbalnog delikta (čl. 133. Krivičnog zakona SFRJ), kao i za zaštitu ljudskih prava.
Sa pretnjom i početkom ratova u bivšo j Jugoslaviji, Žarana se aktivirala u ženskom antiratnom pokretu u Srbiji, jedna je od osnivačica Civilnog pokreta otpora, i učestvovala je u svim antiratnim manifestacijama i mirovnim akcijama u Beogradu.
Istovremeno je bila angažovana i u okviru Beogradskog kruga, koji je aktivno organizovao tribine i okrugle stolove u periodu od 1991-1995. godine.

## Dela
- Antropologija žene, priredila sa Lidijom Sklevicki, Prosveta, Beograd, 1983.
- Sociologija i feminizam, savremeni pokret i misao o oslobođenju žena i njegov uticaj na sociologiju, IIC SSOS, Beograd, 1989.
- Polnost i kultura, telo i znanje u socijalnoj antropologiji, Beograd, 1997.
- Bivša muškost i ženskost bivših građana bivše Jugoslavije, Sociološki pregled (vol. 26, br. 1-4. стр. 79-88), Beograd, 1992.